# Abtei Saint-Amand

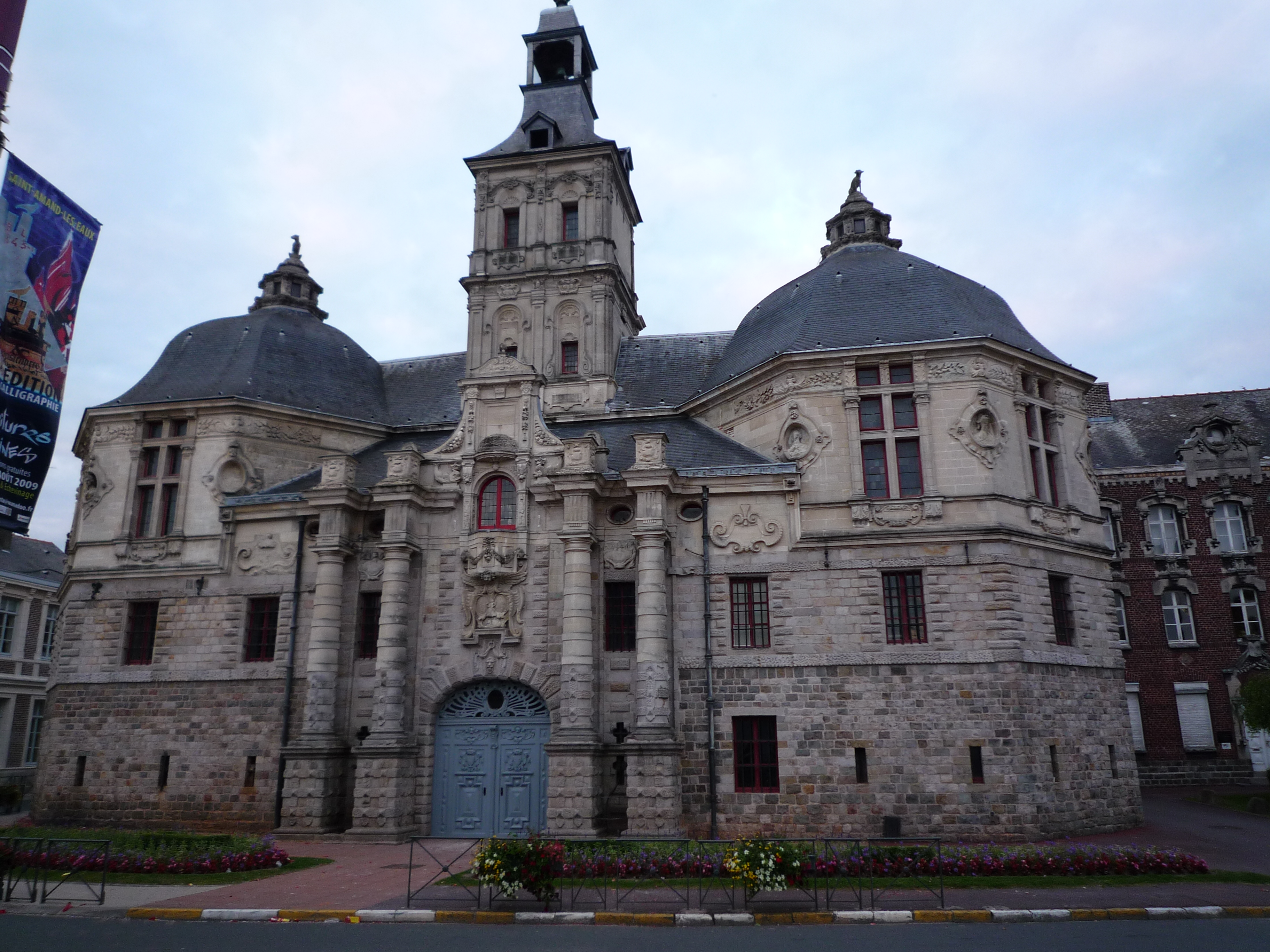
Das ehemalige Gerichtsgebäude

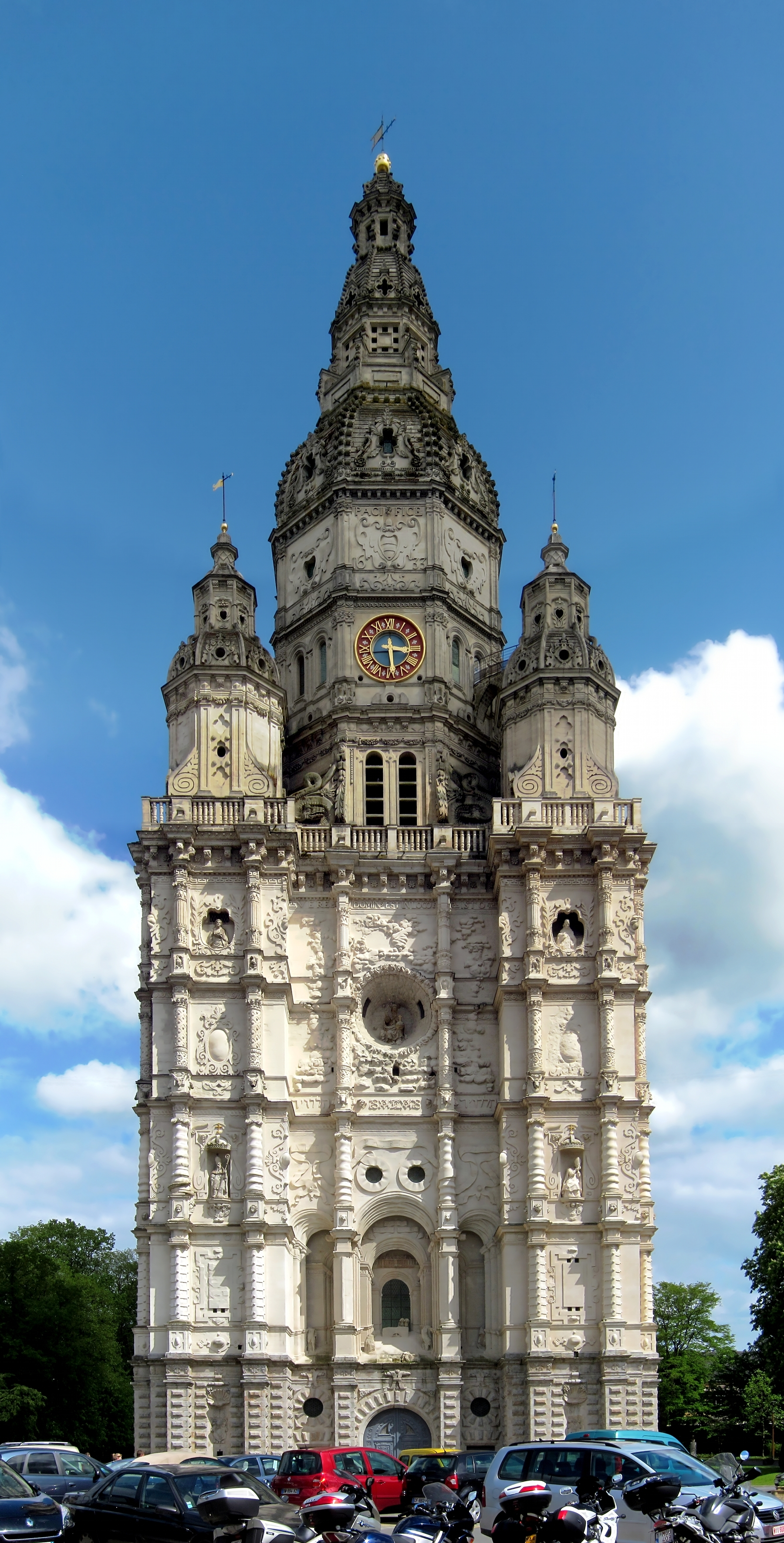
Kirchturm

Die Abtei Saint-Amand (lateinisch: Elnonense Sancti Amandi monasterium, französisch: Abbaye de Saint-Amand), einst unter der lateinischen Bezeichnung Elno bekannt, ist ein ehemaliges Benediktinerkloster in Französisch-Flandern im Ort Saint-Amand-les-Eaux im Département Nord in Frankreich.

## Geschichte
Die spätere Abtei Saint-Amand wurde um 630 als Coenobium Elnonense durch den heiligen Amandus von Maastricht mit Unterstützung von König Dagobert I. gegründet. Die Mönche des Klosters folgten anfangs einer columbanisch-benediktinischen Mischregel. Der Gründungsort lag im Waldgebiet von Vicoigne auf einem Hügel an der Mündung des Baches Elno in die Scarpe. Das Kloster war ein zentraler Schreibort (Schola Elnonensis) während der sogenannten karolingischen Renaissance. Unter den Karolingern erlangte Elno königlichen Schutz und 822 erfolgte eine Mensateilung. Bedeutende Glieder der Klostergemeinschaft waren Arn von Salzburg (Abt 782–785, dann 1. Erzbischof von Salzburg), Milo von St-Amand (Milo Elnonensis, gest. 872), Hagiograph des Amand von Maastricht, und dessen Neffe Hucbald von St-Amand.
Kloster Elno fand im Früh- und Hochmittelalter Anschluss an verschiedene Reformbewegungen: So wurde es 952 der Klosterreform des Gerhard von Brogne unterstellt und im 11. Jahrhundert gehörte die Abtei zu den Reformklöstern des Richard von St. Vanne.
Ende des 9. Jahrhunderts wurde das Kloster vollständig durch die Normannen geplündert und anschließend zerstört. In den folgenden Jahrhunderten wurde die Abtei bedingt durch die Grenzlage Ziel von Angriffen in kriegerischen Konflikten und Brandkatastrophen. Die heutige Architektur entspricht den Umbauarbeiten und Restaurierungen aus dem 17. Jahrhundert im Stil des Barocks durch den damaligen Abt Nicolas du Bois. Kulturelle Bedeutung erlangte die Abtei Saint-Amand vom 9. bis zum ausgehenden 12. Jahrhundert insbesondere durch ihre Bibliothek, ihre Klosterschule und ihr Skriptorium.
Ab dem 14. Jahrhundert war die Abtei in der Hand der französischen Könige. Sie wurde zur Zeit der französischen Revolution im Jahre 1789 zum Volkseigentum erklärt, säkularisiert und ab 1797 und 1820 zu Teilen abgerissen. Das ehemalige Gerichtsgebäude und der barocke Kirchturm sind bis heute erhalten.
Im Jahre 1672 entdeckte Jean Mabillon am Ende einer karolingischen Sammelhandschrift des Klosterbestandes aus dem 9. Jahrhundert das althochdeutsche Ludwigslied.